# Ecnomus tropicus
Ecnomus tropicus là một loài Trichoptera trong họ Ecnomidae. Chúng phân bố ở miền Australasia.